# Eugen Dücker
Pour les articles homonymes, voir Ducker.
Eugen Dücker, ou Eugène Gustav Dücker, est un peintre romanticiste Germano-Balte.

## Biographie

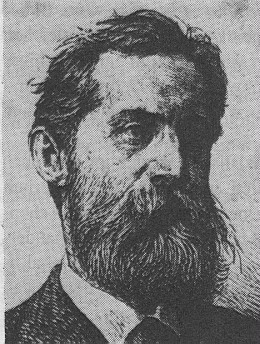
Eugene Duker.

Il naquit à Arensburg, aujourd’hui Kuressaare, le 29 janvier 1841 pour le calendrier julien (10 février 1841 pour le calendrier grégorien) et mourut le 6 décembre 1916 à Düsseldorf, où il avait fait la plus grande partie de sa carrière artistique. De 1858 à 1862 il étudia à l'académie russe des beaux-arts 
à Saint-Pétersbourg. En 1862, il y reçut une médaille d'or à l'issue de ses études et également une bourse qui lui permit de voyager à l'étranger. Il visita ainsi notamment Berlin, Düsseldorf et de là fit de fréquents séjours en Belgique en Hollande et France .

## Galerie

Tableaux
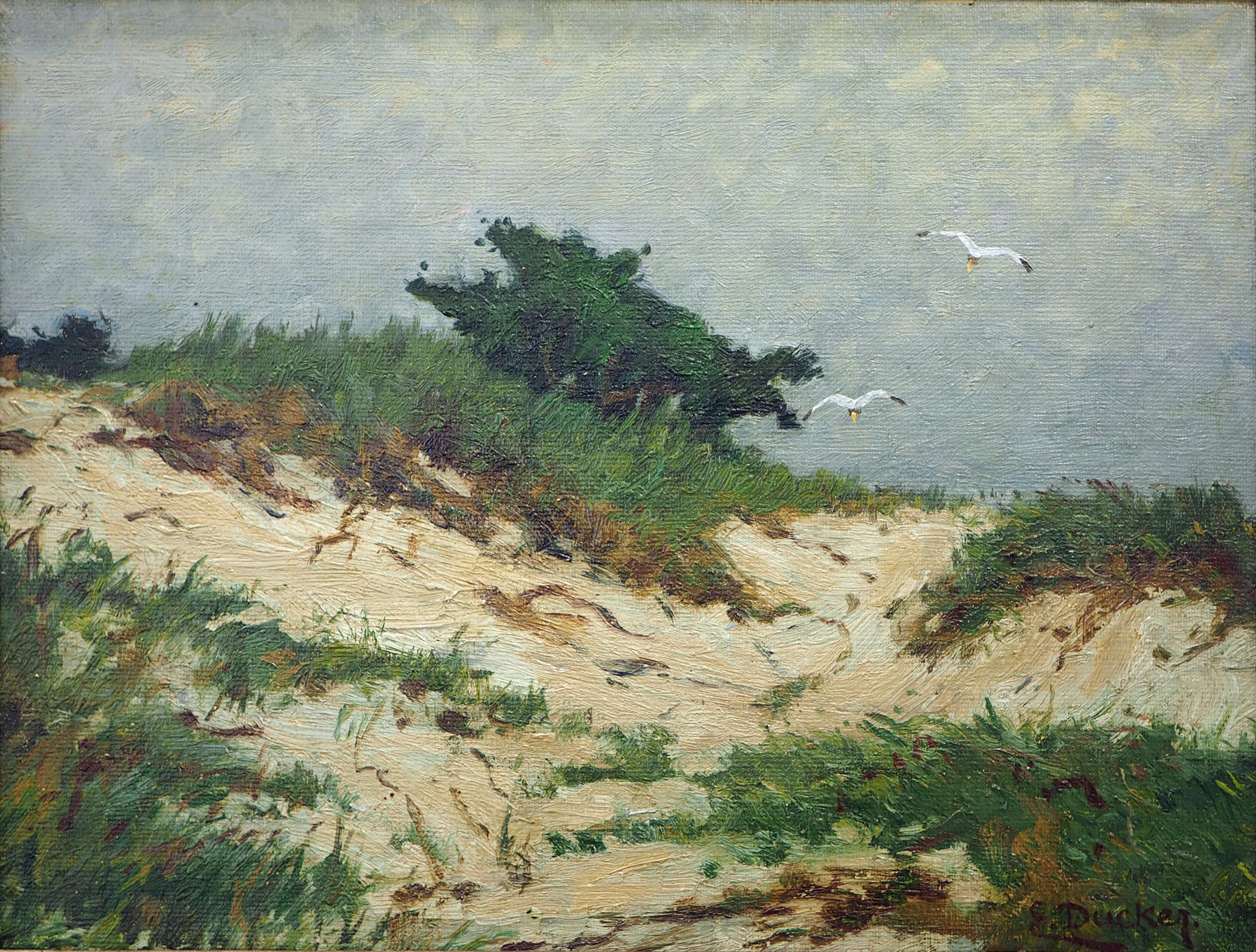
Dans les dunes, huile sur toile
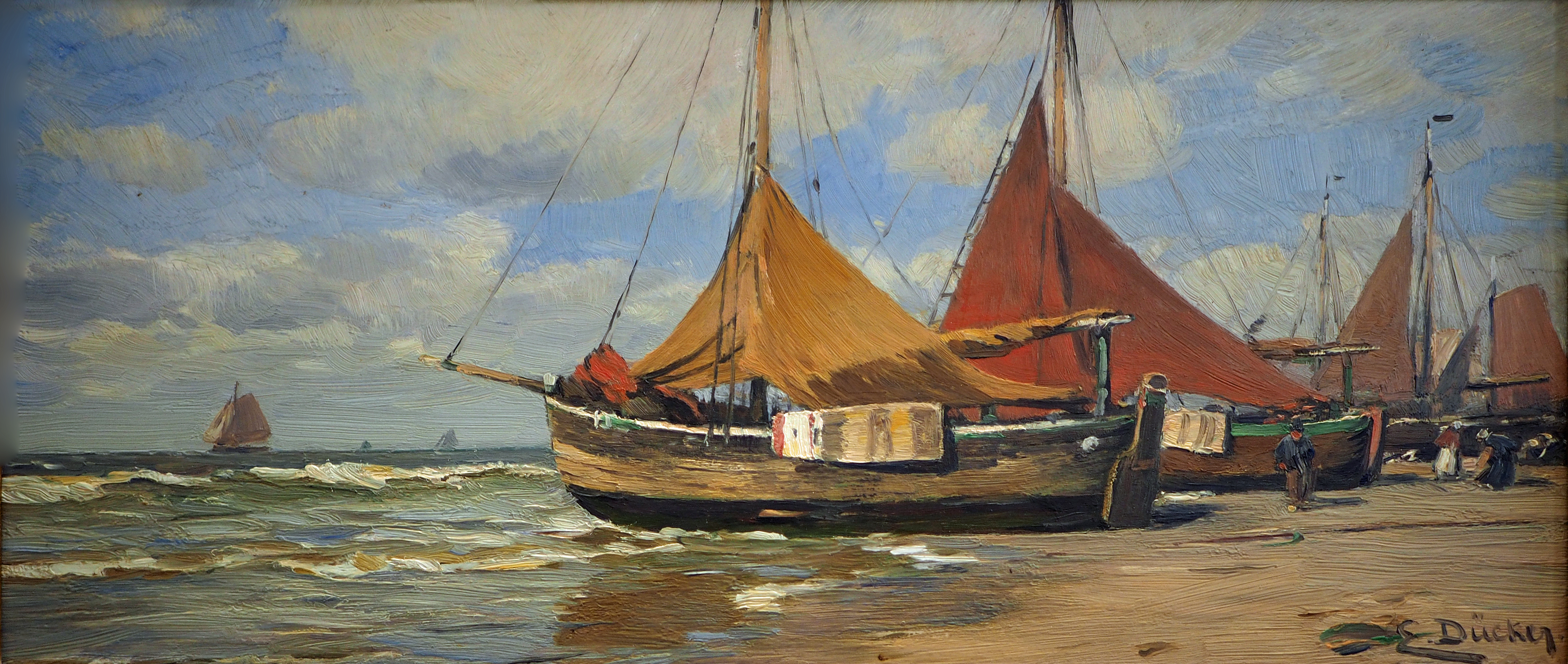
Bateaux de pêche sur la plage, huile sur bois
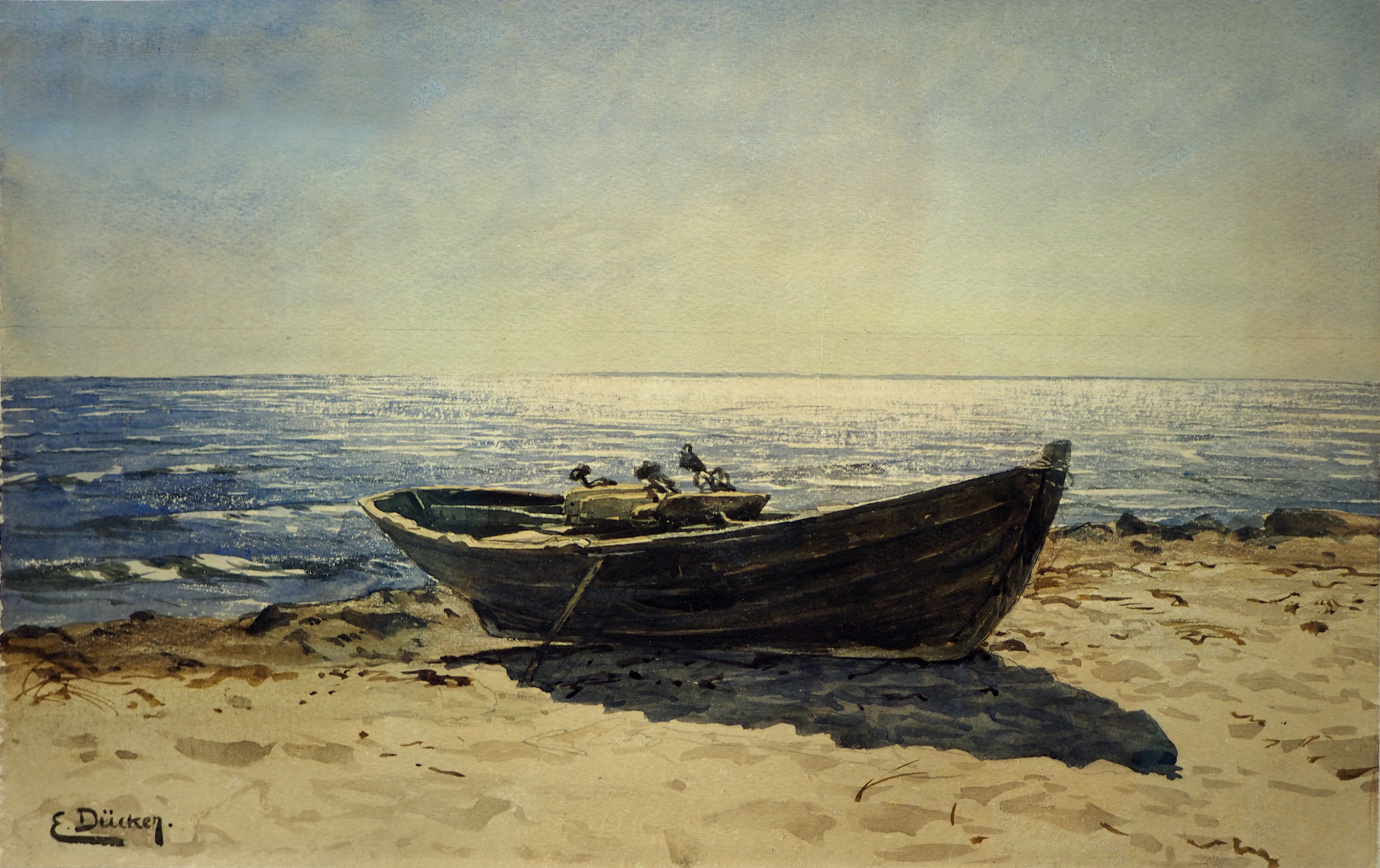
bateau de pêche sur la plage, aquarelle
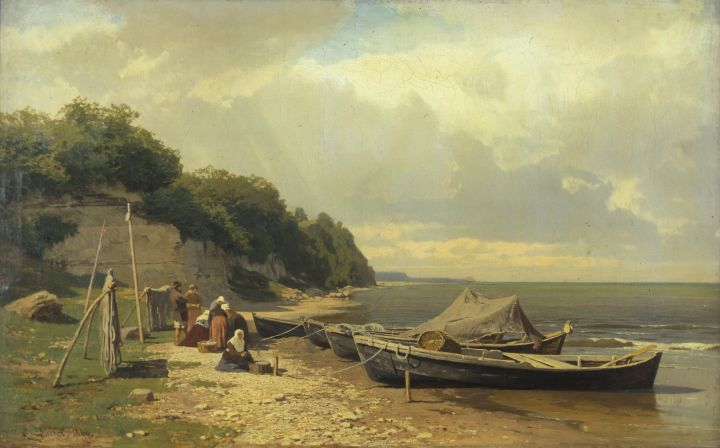
Bord de mer à Tiskre (1866)
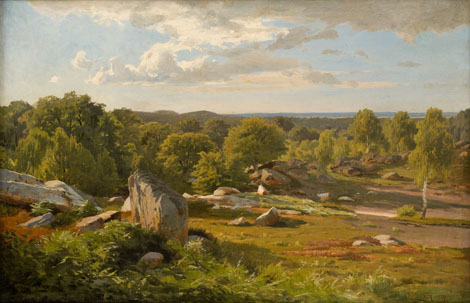
Paysage de Rügen (1869)
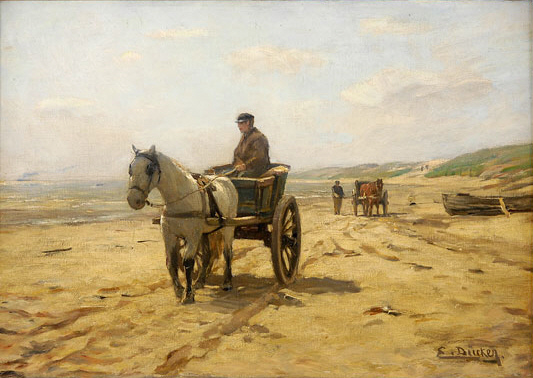
Pêcheur de crabes sur l'Ostseestrand